# Mohammed Hassan Moussa
Mohammed Hassan Moussa (àrab: محمد حسن)  (Port Saïd, 5 de febrer de 1905 - Port Saïd, 16 de febrer de 1973) fou un futbolista egipci de la dècada de 1930.
Fou internacional amb la selecció d'Egipte amb la qual participà en la Copa del Món de futbol de 1934.
Pel que fa a clubs, destacà a Al-Masry.